# Ánirnar
Ánirnar, innan 2011 Ánir (IPA: [ˈɔanɪɹ], danska: Åerne), är en liten by på västkusten av ön Borðoy, en av Norðoyar på Färöarna. Ánir grundades 1840 och tillhör idag Klaksvíks kommun, och ligger strax utanför kommuncentret Klaksvík. Byn har en modern hamn som också fungerar som en förlängning till hamnen i Klaksvík. Vid folkräkningen 2015 hade Ánir 62 invånare.

## Samhället
Ánirnar ligger cirka tre kilometer norr om Färöarnas näst största stad, Klaksvík, på västkusten av ön Borðoy. Orten grundades 1840 på grund av ökad befolkningstillväxt och ett större behov av mer jordbruksmark. Strax utanför Ánirnar ligger ön Kunoys södra spets.
Vid folkräkningen 2007 hade Ánir 16 invånare, vilket på senare tid ökat och 2013 hade orten 55 invånare. Det finns två gator i byn: Ánavegur (som leder mot Kunoy), på vilken det finns fyra hus, samt den nya vägen Edmundstrøð. På Edmundstrøð byggdes det 2009 15 nya moderna villor.
Tillsammans med fem andra orter på Färöarna ändrades namnet officiellt till Ánirnar 2011.

## Befolkningsutveckling
| Befolkningsutvecklingen i Ánirnar 1985–2015 | Befolkningsutvecklingen i Ánirnar 1985–2015 | Befolkningsutvecklingen i Ánirnar 1985–2015 | Befolkningsutvecklingen i Ánirnar 1985–2015 | Befolkningsutvecklingen i Ánirnar 1985–2015 |
| ------------------------------------------- | ------------------------------------------- | ------------------------------------------- | ------------------------------------------- | ------------------------------------------- |
|                                             |                                             |                                             |                                             |                                             |
| År                                          |                                             |                                             | Folkmängd                                   |                                             |
| 1985                                        | 1985                                        |                                             | 14                                          |                                             |
| 1990                                        | 1990                                        |                                             | 15                                          |                                             |
| 1995                                        | 1995                                        |                                             | 8                                           |                                             |
| 2000                                        | 2000                                        |                                             | 15                                          |                                             |
| 2005                                        | 2005                                        |                                             | 18                                          |                                             |
| 2010                                        | 2010                                        |                                             | 23                                          |                                             |
| 2015                                        | 2015                                        |                                             | 62                                          |                                             |
|                                             |                                             |                                             |                                             |                                             |